# Орєхово (локомотивне депо)
55°46′16″ пн. ш. 38°58′27″ сх. д. / 55.77111° пн. ш. 38.97417° сх. д.
Орєхово (рос. Орехово) — підприємство залізничного транспорту у Московській області, належить до Московської залізниці. Депо займається ремонтом та експлуатацією тягового рухомого складу.

## Тяглові плечі
Разом з депо Бекасово обслуговують майже весь Московський вузол.
Плечі обслуговування:
- Орєхово-Зуєво — Александров — Ярославль — Данилов
- Орєхово-Зуєво — Владимир
- Орєхово-Зуєво — Куровська — Воскресенськ — Михнево — Дєтково — Столбова — Бекасово
- Орєхово-Зуєво — Фрязєво — Кусково — Перово
- Орєхово-Зуєво — Фрязєво — Митищі — Лосиноострівська
- Перово — Люберці — Куровська — Вековка
- Перово — Люберці — Воскресенськ — Рибне
- Любліно — Михнево — Ожерельє
- Любліно — Столбова
- Любліно — Детково
- Александров — Митищі — Лосиноострівська
- Александров — Поварово 3 — Бекасово
- Бекасово — Сухиничі

## Рухомий склад
Тепловози ЧМЕ3, ЧМЕ3Е, ТЕМ7;
Електровози ВЛ11, ВЛ11М, ВЛ10К; ВЛ10, ВЛ10У — передані з депо Бекасово та депо Орел.